# Prix européen de l'essai Charles-Veillon
Cet article concerne le prix remis à un essai. Pour le prix remis à un roman (1948-1971), voir  Prix Charles Veillon.
Le Prix européen de l'essai est décerné chaque année par la fondation Charles Veillon à un ou une essayiste. Créé en 1975, il est le premier prix littéraire consacré exclusivement au genre de l'essai.

## Présentation et historique
Le Prix Européen de l'Essai s'inscrit dans la continuation du Prix du roman, créé par Charles Veillon lui-même après la Seconde Guerre mondiale. Ce prix du roman était remis chaque année dans les trois domaines linguistiques européens présents en Suisse, le français, l'allemand et l'italien. Le prix Veillon du roman souhaitait ainsi contribuer à la réconciliation de l'Europe par la culture.
Au décès de Charles Veillon, une fondation est créée pour continuer l'oeuvre de mécénat. C'est le genre littéraire de l'essai qui est choisi pour témoigner du mouvement de la pensée autour de l'Europe. Ce nouveau prix entend récompenser un ouvrage « qui prend valeur de témoignage ou propose une critique féconde des sociétés contemporaines, de leurs modes de vie et de leurs idéologies. ».
Le jury du Prix Européen de l'Essai est formé des membres du Conseil de la fondation Charles Veillon et de personnalités choisies en raison de leur notoriété ou de leur autorité.
La cérémonie de remise du prix, en début d'année, donne lieu à une conférence du lauréat et à des rencontres avec le public, notamment à  l'Université de Lausanne.

## Liste des lauréats
| Année | Lauréat                     | Nationalité         | Essai |
| ----- | --------------------------- | ------------------- | --- |
| 1975  | Jacques Ellul               | France              | Trahison de l'Occident |
| 1976  | E.F. Schumacher             | Royaume-Uni         | Small Is Beautiful |
| 1977  | Alexandre Zinoviev          | Union soviétique    | Les Hauteurs Béantes |
| 1978  | Roger Caillois              | France              | Le Fleuve Alphée |
| 1979  | Manès Sperber               | Autriche/ France    | Churban, oder die unfassbare Gewissheit (Churban ou La Certitude Incompréhensible)                                                 |
| 1980  | Leszek Kołakowski           | Pologne             | Pour l'ensemble de son œuvre |
| 1981  | Norberto Bobbio             | Italie              | Pour l'ensemble de son œuvre |
| 1982  | Jean Starobinski            | Suisse              | Montaigne En Mouvement |
| 1983  | Lars Gustafsson             | Suède               | Pour l'ensemble de son œuvre |
| 1984  | Alain Finkielkraut          | France              | La Sagesse de l'Amour |
| 1985  | György Konrad               | Hongrie             | L'Antipolitique |
| 1986  | de:Iso Camartin             | Suisse              | Nichts als Worte? Ein Plädoyer für Kleinsprachen (Seulement des Mots ? Plaidoyer Pour les Langues Mineures)                        |
| 1987  | Edgar Morin                 | France              | Pour l'ensemble de son œuvre |
| 1988  | Eduardo Lourenço            | Portugal            | Pour l'ensemble de son œuvre |
| 1989  | Timothy Garton Ash          | Royaume-Uni         | The Uses of Adversity: Essays on the Fate of Central Europe (Des Usages de l'Adversité: Essais sur le Destin de l'Europe Centrale) |
| 1990  | Karl Schögel                | Allemagne           | Pour l'ensemble de son œuvre |
| 1991  | Roberto Calasso             | Italie              | Les Noces de Cadmos et Harmonie |
| 1992  | Predrag Matvejevitch        | Croatie             | Bréviaire Méditérannéen |
| 1993  | en:Jane Kramer              | États-Unis          | Européens (2 tomes) |
| 1994  | Dževad Karahasan            | Bosnie-Herzégovine  | Un Déménagement |
| 1995  | Étienne Barillier           | Suisse              | Contre Le Nouvel Obscurantisme. Éloge du Progrès                                                                                   |
| 1996  | Dubravka Ugrešić            | Croatie             | Die Kultur der Lüge (La Culture du Mensonge)                                                                                       |
| 1997  | Karl-Markus Gauß            | Autriche            | Das Europäische Alphabet (L'Alphabet Européen)                                                                                     |
| 1998  | Tzvetan Todorov             | France/ Bulgarie    | Benjamin Constant. La Passion Démocratique                                                                                         |
| 1999  | Amin Maalouf                | France/ Liban       | Les Identités Meurtrières |
| 2000  | Peter Bichsel               | Suisse              | Alles von mir gelernt. Kolumnen 1995-1999 (Tout Appris de Moi. Chroniques 1995-1999)                                               |
| 2001  | Jean-Claude Guillebaud      | France              | Le Principe d'Humanité |
| 2002  | Peter Von Matt              | Suisse              | Sang d'Encre. Voyage dans la Suisse Littéraire et Politique                                                                        |
| 2003  | Alain de Botton             | Royaume-Uni/ Suisse | L'Art du Voyage |
| 2004  | Martin Meyer                | Suisse              | Krieg der Werte (La Guerre des Valeurs)                                                                                            |
| 2005  | Alexandra Laignel-Lavastine | France              | Esprits d'Europe. Autour de Czesław Miłosz, Jan Patočka, István Bibó.                                                              |
| 2006  | Giorgio Agamben             | Italie              | Pour l’ensemble de son œuvre |
| 2007  | Jan Assmann                 | Allemagne           | Pour l’ensemble de son œuvre |
| 2008  | Peter Sloterdijk            | Allemagne           | Colère et Temps |
| 2009  | Claudio Magris              | Italie              | Pour l’ensemble de son œuvre |
| 2010  | Jean-Claude Mathieu         | France              | Écrire, Inscrire: Images d'inscriptions, mirages d'écriture                                                                        |
| 2011  | non décerné                 |                     | |
| 2012  | Heinz Wismann               | France/ Allemagne   | Penser Entre Les Langues |
| 2013  | Harald Weinrich             | Allemagne           | Pour l’ensemble de son œuvre |
| 2014  | non décerné                 |                     | |
| 2015  | non décerné                 |                     | |
| 2016  | Richard Sennett             | États-Unis          | Ensemble: Pour une Éthique de la Coopération                                                                                       |
| 2017  | non décerné                 |                     | |
| 2018  | Marcel Gauchet              | France              | Pour l’ensemble de son œuvre |
| 2019  | Siri Hustvedt               | États-Unis          | Les Mirages de la Certitude |
| 2020  | Alessandro Baricco          | Italie              | The Game |
| 2021  | en:Johny Pitts              | Royaume-Uni         | Afropéens. Carnets de voyages au cœur de l'Europe noire                                                                            |
| 2022  | Mona Chollet                | Suisse              | Réinventer l'amour |
| 2023  | Arundhati Roy               | Inde                | Pour l’ensemble de son œuvre, à l’occasion de la publication en français de Azadi – Liberté, fascisme, fiction                     |
| 2024  | Dipesh Chakrabarty          | États-Unis          | Après le changement climatique, penser l’histoire                                                                                  |